# Карамерген
Карамерген (каз. Қарамерген; від тюркського «чорний мисливець») — найбільше і найпівнічніше середньовічне місто землеробської цивілізації в стародавній дельті річки Ілі IX — XIII століть. Нині є городище, об'єкт туризму та археологічних досліджень біля Балхаського району Алматинської області Казахстану. Входить до списку Світової спадщини ЮНЕСКО в Казахстані.

## Опис
Карамерген розташований неподалік від південного берегу озера Балхаш, в пониззі родючого конуса виносу, колись зрошуваного водами Баканасу — давньої дельти річки Ілі. Виник у IX столітті на прибалхаському відрізку Великого шовкового шляху, Карамерген став одним із найбільших міст домонгольського періоду в районі Баканасу, що значно перевершує за розмірами розташований неподалік Актам. Окрім зрошуваного землеробства, важливу роль у житті городян відігравали полювання в тугайних лісах, де водився навіть туранський тигр, а також рибальство у водах річки Ілі та озера Балхаш, де мешкає балхаський окунь — цінна ендемічна порода. Місто отримало свою назву саме завдяки прилеглим мисливським угіддям (слова «кара мерген» відповідають тюркським кореням, що означає «чорний мисливець»). Розквіт Карамергена припав на XII — початок XIII століть.
За своєю формою городище має форму прямокутника розміром 115×120 м, кути якого орієнтовані на всі боки світу. Висота стін сягає трьох метрів. По кутах розташовані округлої форми вежі заввишки 4,5 метри, що виступають назовні. Північно-східна та південно-західна стіни, в яких облаштовувалися в'їзди до міста, забезпечені двома додатковими круглими вежами заввишки 3,5 м. Приблизно за 20 м на схід від південної вежі розташована трапецієподібна споруда, оточена валом півметрової висоти. З південно-східного боку городища на відстані трохи менше 1 км проходить магістральний канал, вода в який надходила з протоки нині безводної річки Ортасу.
Як і багато інших міст Семиріччя, Карамерген був зруйнований під час монгольських навал XIII століття, а зміна русла річки надалі зробила відновлення міста недоцільним.
Територія городища Карамерген є прямокутником розмірами 115×120 м, орієнтованим по сторонах світла. До наших днів збереглися міські стіни, що сягають 3 метрів у висоту, виступають по чотирьох кутах круглі вежі заввишки 4-5 м та міська брама. Вода з Ілі надходила до міста через систему зрошувальних каналів.
Незважаючи на руйнування та ерозію, залишки саманних поселень та розвиненої іригаційної системи Карамергена добре збереглися досі. Також на території городища знайшли залишки кераміки, яка датується IX—XIII століттями.

## Охоронний статус
У 2014 році городище Карамерген включено до списку Світової спадщини ЮНЕСКО в Казахстані разом з іншими об'єктами Великого шовкового шляху в коридорі Чан'ань-Тянь-Шанському.